# Liliana Bareva
Liliana Bareva, née le 15 juin 1922 à Sofia, est une soprano bulgare. 

## Biographie
Liliana Bareva fait ses études à l'Académie de musique de Sofia, puis débute dans le rôle de Violetta, dans La Traviata de Verdi, à l'Opéra national de Sofia en 1946. Elle continue de chanter et assure sa réputation dans les rôles de soprano lyrique des opéras de Mozart, de Tchaïkovski, de Verdi et de Puccini. Elle chante aussi dans d'autres théâtres lyriques européens.